# Cascina Caldera
La Cascina Caldera (Cassina Caldera in dialetto milanese e in italiano arcaico) è una cascina di Milano, in antichità comune separato, situata tra Quinto Romano e Quarto Cagnino.

## Storia
Costruita intorno al 1400, apparteneva alla Pieve di Trenno e la sua chiesa era parte della Parrocchia di San Giovanni Battista in Trenno. Viene poi ceduta nel sedicesimo secolo alla famiglia Rainoldi.
Nel 1757, durante il riordino teresiano dei comuni, viene annessa come frazione a Quinto, restando menzionata come frazione per tutto il governo austriaco e segnata autonomamente sulle mappe italiane fino agli anni '60 del ventesimo secolo.
Al giorno d'oggi è una cascina privata con strutture per l'accoglienza di cavalli, l'allevamento di maiali, volatili e vacche e per la didattica, integrata nel Parco delle Cave, assieme alla Cascina Linterno.